# Epipocus rufitarsis
Epipocus rufitarsis là một loài bọ cánh cứng trong họ Endomychidae. Loài này được Chevrolat miêu tả khoa học năm 1835.